# Javkhlant, Selenge
Javkhlant (tiếng Mông Cổ: Жавхлант) là một sum của tỉnh Selenge ở miền bắc Mông Cổ. Vào năm 2008, dân số của sum là 1.827 người.

## Địa lý
Sum có diện tích khoảng 1189,70 km2. Trung tâm sum, Jargalant, nằm cách tỉnh lỵ Sükhbaatar 70 km và thủ đô Ulaanbaatar 280 km.
Khoáng sản bao gồm chì và vật liệu xây dựng.

### Khí hậu
Nhiệt độ trung bình hàng năm trong khu vực là 2 °C. Tháng ấm nhất là tháng 6, khi nhiệt độ trung bình là 23 °C và lạnh nhất là tháng 1, với −22 °C. Lượng mưa trung bình hàng năm là 472 mm. Tháng ẩm ướt nhất là tháng 8, với lượng mưa trung bình là 123 mm, và tháng khô nhất là tháng 2 với lượng mưa 2 mm.

## Kinh tế
Sum có một trường học, bệnh viện, trung tâm mua sắm và nhà văn hóa.